# NGC 6386
NGC 6386 est une galaxie spirale située dans la constellation du Dragon. Sa vitesse par rapport au fond diffus cosmologique est de 7 011+58
 −58 km/s, ce qui correspond à une distance de Hubble de 103,4 ± 7,3 Mpc (∼337 millions d'al). NGC 6386 a été découverte par l'astronome américain Lewis Swift en 1883.
En raison d'une brillance de surface égale à 14,20 mag/am2, on peut qualifier NGC 6386 de galaxie à faible brillance de surface (LSB en anglais pour low surface brightness). Les galaxies LSB sont des galaxies diffuses (D) avec une brillance de surface inférieure de moins d'une magnitude à celle du ciel nocturne ambiant.